# Нимиц, Честер Уильям

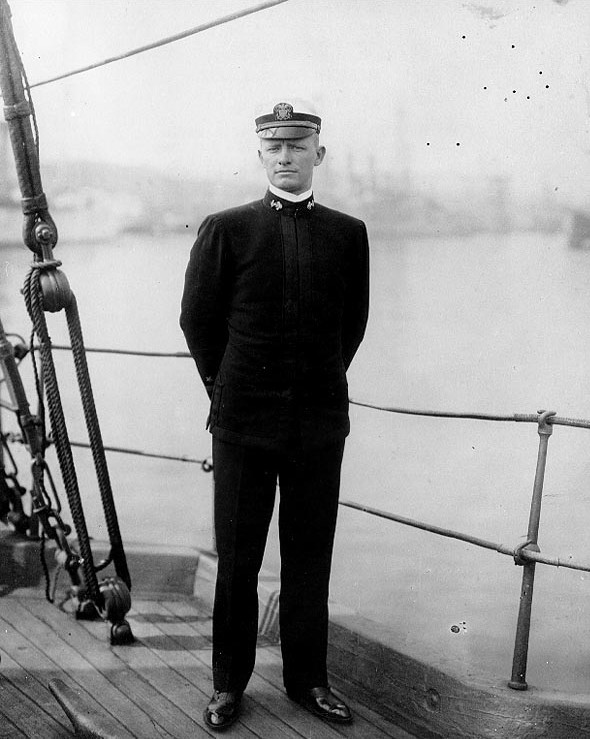
Энсин Нимиц, ок. 1907 года

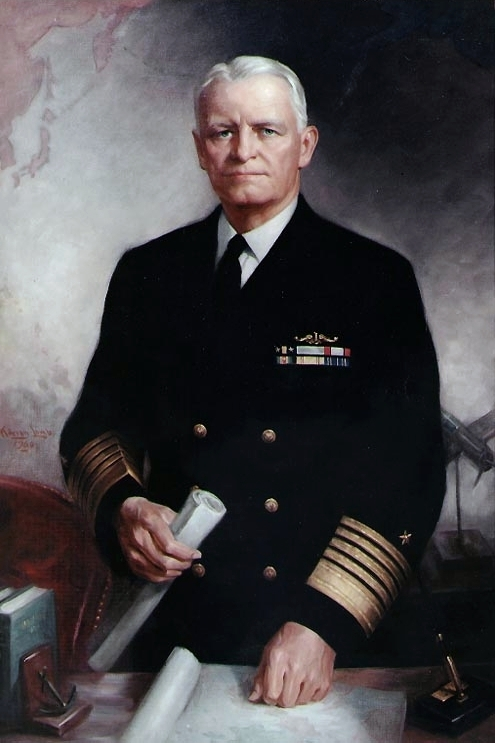
Портрет

Че́стер Уи́льям Ни́миц (англ. Chester William Nimitz; 24 февраля 1885 года, Фредериксберг, Техас, США — 20 февраля 1966 года, остров Йерба-Буэна, Калифорния, США) — адмирал флота, главнокомандующий Тихоокеанским флотом США во время Второй мировой войны (с середины декабря 1941 года). Был одним из наиболее авторитетных специалистов по подводным лодкам в Соединённых Штатах, а также начальником Бюро навигации Военно-морских сил США в 1939 году.

## Ранняя биография
Честер У. Нимиц, техасец немецкого происхождения, был сыном Честера Бернгарда (англ. Chester Bernhard Nimitz) и Анны Нимиц (англ. Anna (Henke) Nimitz). Родился в городе Фредериксберг (штат Техас), где его бывший дом сейчас служит музеем. Его отец умер до его рождения. Большую роль в его воспитании сыграл его дед, Чарлз Н. Нимитц (англ. Charles N. Nimitz), бывший моряк немецкого торгового флота. Дед учил Честера: «Море — как сама жизнь — это строгий наставник. Лучший способ поладить с обоими — это выучить всё, что можешь, а потом делать всё, что в твоих силах, и не беспокоиться — особенно о том, чего ты не в силах изменить».
Вначале Нимиц надеялся поступить в Военную академию в Вест-Пойнте, чтобы стать армейским офицером, но в то время в академии не имелось вакансий. Конгрессмен избирательного округа, в котором проживал Нимиц, Джеймс Л. Слэйден (англ. James L. Slayden) сообщил ему, что имеется одно вакантное место на флот, и он готов предоставить его лучшему кандидату. Нимиц решил, что это его единственная возможность для дальнейшего образования, и начал дополнительно заниматься нужными предметами, чтобы получить этот шанс. В 1901 году он получил назначение от 12-го Округа Конгресса от штата Техас в Военно-морскую академию Соединённых Штатов. 30 января 1905 года он окончил академию с отличием, седьмым в классе из 114 человек.

## Военная карьера

### Ранняя карьера
Начал службу на броненосце «Огайо» (англ. USS Ohio (BB-12)) в городе Сан-Франциско, на нём совершил плавание на Дальний Восток. В сентябре 1906 года переведён на крейсер «Балтимор» (англ. USS Baltimore (C-3)) и 31 января 1907 года, после двух лет в море, в то время обязательных по закону, получил звание энсин. Продолжая службу в Азии в 1907 году, ходил на кораблях «Панэй», «Декейтер» и «Денвер».
Когда Нимиц был 22-летним энсином и командовал эскадренным миноносцем «Декейтер» на Филиппинах, его корабль сел на мель. Трибунал счёл Нимица виновным в халатном управлении боевым кораблём; Нимиц получил письменный выговор.
Нимиц вернулся в Соединённые Штаты на корабле «Рэнджер» (англ. USS Nantucket (IX-18)/USS Ranger), после того как корабль был переоборудован в учебный. В январе 1909 года он начал преподавать в Первой флотилии подводных лодок (англ. The First Submarine Flotilla). В мае того же года он был назначен на должность командующего флотилией и одновременно командиром подводной лодки «Планджер» (англ. USS Plunger (SS-2)), впоследствии переименованной в «А-1». После этого он был назначен командиром подводной лодки «Снэппер» (англ. USS Snapper (SS-16)) (позже переименована в «C-5»), когда она вошла в строй 2 февраля 1910 года, а 18 ноября того же года он принял под свою команду подлодку «Нарвал» (англ. USS Narwhal (SS-17)) (позже переименована в «D-1»). В этой должности он, с 10 октября 1911 года, дополнительно исполнял обязанности командира Третьего дивизиона подводных лодок Атлантического торпедного Флота (англ. Commander 3rd Submarine Division Atlantic Torpedo Fleet). В ноябре 1911 года он получил назначение на военно-морскую верфь в Бостоне для содействия в оснащении подводной лодки «Скипджэк» (англ. USS Skipjack (SS-24), переименована в «Е-1»), а при её вступлении в строй 14 февраля 1912 года был назначен её командиром. 20 марта 1912 года Нимиц спас жизнь утопающему кочегару 2-го класса У. Д. Уолшу (англ. Fireman Second Class W. J. Walsh), за что был награждён Серебряной медалью за спасение (англ. Silver Lifesaving Medal).
После командования Атлантической флотилией подводных лодок (англ. Atlantic Submarine Flotilla) с мая 1912 года по март 1913 года он был наблюдающим за постройкой дизельных двигателей для танкера «Мауми» (англ. USS Maumee), строительство которого проходило в «Нью Лондон Шип энд Энжин Билдинг Компани» (англ. New London Ship and Engine Building Company) в Гротоне (штат Коннектикут).
9 апреля 1913 года Нимиц женился на Кэтрин Вэнс Фримэн (англ. Catherine Vance Freeman) в городе Уолластон (англ. Wollaston; штат Массачусетс).

### Первая мировая война
Летом 1913 года Нимиц изучал дизели на заводах в Нюрнбергe (Германия) и в Гентe (Бельгия). По возвращении на Военно-морскую верфь в Нью-Йорке (англ. New York Navy Yard) он был назначен старшим помощником и механиком на «Мауми», в момент её вступления в строй 23 октября 1916 года. 10 августа 1917 года Нимиц стал адъютантом контр-адмирала Самуэля С. Робинсона (англ. Samuel S. Robinson), Командующего Подводными силами Атлантического флота США. 6 февраля 1918 года он был назначен начальником штаба и был награждён Благодарственной грамотой за примерную службу начальником штаба при Командующем подводными силами Атлантического флота. 16 сентября 1918 года он был переведён в офис командующего Оперативного штаба ВМС США (англ. Chief of Naval Operations) и 25 октября 1918 года получил дополнительно обязанности старшего члена Комиссии по проектированию подводных лодок (англ. Board of Submarine Design).

### Межвоенный период
С мая 1919 года по июнь 1920 года служил первым помощником на линкоре «Южная Каролина» (англ. USS South Carolina (BB-26)). Затем был командиром «Чикаго» и, по совместительству, командующим 14-м дивизионом подводных лодок, базирующимся в Пёрл-Харборе. По возвращении на континент, летом 1922 года, прошёл курс Военно-морского Колледжа (англ. Naval War College) в Ньюпорте (штат Род-Айленд) и в июне 1923 года был назначен адъютантом и помощником начальника штаба (англ. Aide and Assistant Chief of Staff) командующего Боевым флотом (англ. Commander Battle Fleet), а позже главнокомандующего Флота США (англ. Commander in Chief, United States Fleet). В августе 1926 года прибыл в Калифорнийский университет в Беркли, чтобы организовать первый в истории Военно-морских сил США Корпус подготовки офицеров Резерва флота (англ. Naval Reserve Officer Training Corps).
В июне 1929 года принял командование 20-м дивизионом подводных лодок. В июне 1931 года стал командиром тендера «Ригель» (англ. USS Rigel (AD-13)) и резервных эсминцев в Сан-Диего (штат Калифорния). В октябре 1933 года принял «Огасту» (англ. USS Augusta (CA-31)) и отправился на Дальний Восток, где крейсер стал флагманом Азиатского флота. В апреле 1935 года вернулся в США и в течение трёх лет занимал пост заместителя начальника Бюро навигации (англ. Assistant Chief of the Bureau of Navigation); затем стал командующим 2-м крейсерским дивизионом Боевых сил (англ. Commander, Cruiser Division 2, Battle Force). В сентябре 1938 года принял под свою команду 1-й дивизион линкоров Боевых сил (англ. Battleship Division 1, Battle Force). 15 июня 1939 года он был назначен начальником Бюро Навигации.

### Вторая мировая война
Десять дней спустя, после нападения японцев на Перл-Харбор 7 декабря 1941 года, был назначен главнокомандующим Тихоокеанским флотом США (англ. CINCPAC, Commander in Chief, U.S. Pacific Fleet) в звании адмирала (действительно с 31 декабря). Нимиц принял командование в самый критический период войны на Тихоокеанском театре военных действий. Несмотря на потери после атаки на Перл-Харбор и нехватку кораблей, самолётов и предметов снабжения, успешно организовал подчинённые ему силы, чтобы остановить продвижение Японской империи.
24 марта 1942 года только что сформированный Объединённый комитет начальников штабов США и Великобритании издал директиву, которая провозглашала Тихоокеанский театр зоной стратегической ответственности США. Шесть дней спустя Объединённый комитет начальников штабов (КНШ) (англ. Joint Chiefs of Staff) разделил театр на три зоны: Тихоокеанская, Юго-Западная под командой Дугласа Макартура и Юго-Восточная. Комитет начальников штабов назначил Нимица главнокомандующим Тихоокеанской зоной (англ. Commander in Chief, Pacific Ocean Areas) с оперативным контролем над всеми родами войск союзников (воздушными, сухопутными и морскими) в этом районе.
Как только в его распоряжение поступили новые корабли, люди и боеприпасы, Нимиц начал активные действия и остановил японский флот в битве в Коралловом море, а в ходе битвы за Мидуэй и кампании на Соломоновых островах нанёс ему серьёзное поражение, что стало поворотным пунктом в ходе борьбы на Тихом океане.
7 октября 1943 года был назначен на должность главнокомандующего Тихоокеанского флота и прилегающих территорий. Приказом Конгресса от 14 декабря 1944 года было утверждено новое звание — адмирал флота Соединённых Штатов (англ. Fleet Admiral of the United States Navy) — самое высокое звание в Военно-морском флоте США, и на следующий день Президент США Франклин Д. Рузвельт произвёл адмирала Нимица в это звание. Нимиц принял присягу в новой должности 19 декабря 1944 года.
В последней стадии войны в Тихом океане он атаковал Марианские острова и высадил войска на остров Сайпан, нанеся тяжёлое поражение японскому флоту в битве в Филиппинском море; им были захвачены острова Сайпан, Гуам и Тиниан. Боевые подразделения флота изолировали укрепления противника на Центральных и Восточных Каролинских Островах и затем в быстром темпе очистили острова Пелелиу, Ангаур и Улити. В районе Филиппинских островов его корабли обратили в бегство мощные подразделения японского флота — это была победа исторического значения в многоступенчатом Сражении в заливе Лейте с 24 по 26 октября 1944 года. Нимиц привёл к победному концу долгую стратегическую операцию, успешно высадив морской десант на Иводзиму и Окинаву. Вдобавок ко всему, Нимиц убедил ВВС США минировать японские порты и судоходные пути с воздуха, используя бомбардировщики «Б-29 Суперфортресс» в успешной операции «Голод», которая серьёзно нарушила японскую систему снабжения.
В январе 1945 года Нимиц перенёс штаб командования Тихоокеанским флотом из Перл-Харбора на Гуам до окончания войны. Его жена оставалась в континентальной части США на всём протяжении войны и не сопровождала мужа ни на Гавайи, ни на Гуам.
2 сентября 1945 года Нимиц принял от имени Соединённых Штатов капитуляцию Японии на борту линкора «Миссури» в Токийском заливе. День 5 октября 1945 года был официально назван «Днём Нимица» в Вашингтоне: в этот день, вместо третьей «Медали за отличную службу», президент Соединённых Штатов лично вручил адмиралу Нимицу «Золотую звезду» (англ. Gold Star) — «За особо отличную службу в качестве Главнокомандующего Тихоокеанским флотом и прилегающими территориями с июня 1944 года по август 1945 года».
Во время Тихоокеанской кампании Нимиц получил прозвище «Скачущий по островам» (англ. Island Hopper).

### После войны
26 ноября 1945 года его кандидатура была утверждена Сенатом США на должность Командующего военно-морскими операциями (англ. Chief of Naval Operations), и 15 декабря того же года он вступил в должность, сменив адмирала флота Эрнеста Дж. Кинга. Нимиц заверил президента, что готов оставаться на этой должности на протяжении двух лет, но не более этого. Нимиц решил сложную задачу по массовому сокращению самых мощных военно-морских сил в мире, одновременно создавая и контролируя новые активные и резервные подразделения, которые бы имели средства и готовность для поддержки национальной политики.
Во время послевоенного трибунала над немецким гросс-адмиралом Карлом Дёницем в Нюрнберге адмирал Нимиц подал заявление в поддержку «неограниченной подводной войны» — практики, которую он сам применял на протяжении всей войны на Тихом океане. Существует широкое мнение, что благодаря этому доказательству Дёниц был приговорён лишь к десяти годам тюремного заключения.

## Невойсковая служба адмиралом флота
15 декабря 1947 года вышел в отставку; однако, поскольку звание адмирала флота является пожизненным, считался на действительной службе до конца жизни с полным сохранением денежной выплаты и всех льгот. Нимиц и его жена Кэтрин переехали в Беркли (штат Калифорния). После несчастного случая в 1964 году, когда Нимиц сильно травмировался при падении, они переехали в Военно-морские казармы на острове Йерба-Буэна в заливе Сан-Франциско.
В Сан-Франциско служил на церемониальном посту как специальный помощник министра военно-морских сил на западном побережье (англ. Special Assistant to the Secretary of the Navy in the Western Sea Frontier). После Второй мировой войны работал над восстановлением хороших отношений с Японией, помогая собирать средства для восстановления корабля японских императорских военно-морских сил «Микаса» — флагмана адмирала Хэйхатиро Того во время Цусимского сражения в 1905 году. 14 марта 1950 года в Совете Безопасности Организации Объединённых Наций «Резолюцией 80» правительства Индии и Пакистана согласились, чтобы он в качестве специального посланника провёл плебисцит, который определил бы судьбу Джамму и Кашмира, однако из-за ухудшения отношений между Индией и Пакистаном эта миссия не состоялась.
Служил регентом Калифорнийского университета с 1948 по 1956 год, где он до этого преподавал военно-морскую науку на кафедре офицеров резерва учебного корпуса флота. Калифорнийский университет провёл почётную церемонию в его честь 17 октября 1964 года, в День Нимица.
В конце 1965 года перенёс инсульт, осложнённый пневмонией. В январе 1966 года покинул госпиталь Военно-морских сил США в Окленде, чтобы вернуться домой. Скончался вечером 20 февраля 1966 года в казарме номер один на острове Йерба-Буэна в заливе Сан-Франциско. Похоронен 24 февраля 1966 года на Национальном кладбище Голден-Гейт в Сан-Бруно, Калифорния.

## Семья
У Нимица и его жены было четверо детей:
- Кэтрин Вэнс (англ. Catherine Vance, 1914—2015).
- Честер Уильям Нимиц — младший (англ. Chester W. Nimitz, Jr, 1915—2002), окончив Военно-морскую академию США в 1936 году, служил подводником до выхода на пенсию в 1957 году, достигнув (после отставки) звания контр-адмирала; занимал пост председателя компании PerkinElmer (англ.) с 1969 по 1980 год.
- Анна Элизабет («Нэнси») Нимиц (англ. Anna Elizabeth ("Nancy") Nimitz, 1919—2003), была экспертом по советской экономике в корпорации RAND с 1952 года до выхода на пенсию в 1980-е годы.
- Мэри Нимиц (1931—2006) стала монахиней Мэри Аквинской (англ. Sister Mary Aquinas (Nimitz)) Ордена проповедников (доминиканцев), преподавала биологию в течение 16 лет в Доминиканском калифорнийском университете (англ. Dominican University of California), занимала должность научного декана на протяжении 11 лет, временно исполняла обязанности президента в течение одного года, и была вице-президентом по научным исследованиям в течение 13 лет, прежде чем стать координатором университета по готовности к чрезвычайным ситуациям. Она состояла в этой должности до своей смерти 27 февраля 2006 года, когда умерла от рака.

## Даты званий
- Лейтенант — январь 1905 года

| Ensign             | Leutenant Junior Grade | Leutenant           | Leutenant Commander  | Commander           | Captain          |
| O-1                | O-2                    | O-3                 | O-4                  | O-5                 | O-6              |
|                    |                        |                     |                      |                     |                  |
| 7 января 1907 года | 31 января 1910 года    | 31 января 1910 года | 29 августа 1916 года | 1 февраля 1918 года | 2 июня 1927 года |

| Rear Admiral (lower half) | Rear Admiral (upper half) | Vice Admiral | Admiral              | Fleet Admiral        |
| O-7                       | O-8                       | O-9          | O-10                 | O-11                 |
|                           |                           |              |                      |                      |
| не носил                  | 23 июня 1938 года         | не носил     | 31 декабря 1941 года | 19 декабря 1944 года |

- Адмирал флота — принято как действительное звание в ВМС США 13 мая 1946 года, пожизненный срок назначения.

В момент продвижения Нимица на звание контр-адмирала, ВМС США не имел однозвёздного звания, из-за чего Нимиц и получил повышение от капитана сразу до двухзвёздного адмирала. По назначению Конгресса, он пропустил ранг вице-адмиралa и стал четырёхзвёздным адмиралом в декабре 1941 года.
Нимиц также никогда не носил звания младший лейтенант, так как он был повышен в звании до полного лейтенанта после трёх лет службы как энсин (мичман). По административным причинам в военном деле Нимица говорится, что он получил звания младшего лейтенанта и лейтенанта в один и тот же день.

## Награды

### США
- Медаль ВМС «За выдающуюся службу» с тремя золотыми звёздами
- Медаль «За выдающиеся заслуги»
- Серебряная медаль «За спасение жизни»
- Медаль Победы в Первой мировой войне со Звездой Благодарности ВМС
- Памятная медаль обороны Америки
- Медаль «За Азиатско-тихоокеанскую кампанию»
- Медаль «За Американскую кампанию»
- Медаль Победы во Второй мировой войне
- Медаль «За службу национальной обороне» со звездой

### Награды из других стран
Аргентина:
- Кавалер Большого креста ордена Освободителя Сан-Мартина

Бельгия:
- Кавалер Большого креста ордена Короны с пальмовой ветвью
- Военный крест с пальмовой ветвью

Бразилия:
- Великий офицер ордена Морских заслуг

Великобритания:
- Рыцарь Большого креста ордена Бани
- Тихоокеанская звезда

Гватемала:
- Крест Военных заслуг 1-го класса

Греция:
- Кавалер Большого креста Королевского ордена Георга I

Китай:
- Орден Священного Треножника (Бао Дин) 1-й степени

Италия:
- Кавалер Большого креста Военного ордена Италии

Куба:
- Кавалер Большого креста ордена «Карлос Мануэль де Сеспедес»

Нидерланды:
- Кавалер Большого креста ордена Оранских-Нассау

Филиппины:
- Медаль «За Доблесть»
- Медаль «За освобождение Филиппин» с бронзовой звездой

Франция:
- Великий офицер ордена Почётного легиона

Эквадор:
- Орден Звезды Абдона Кальдерона 1-го класса

## Памятники

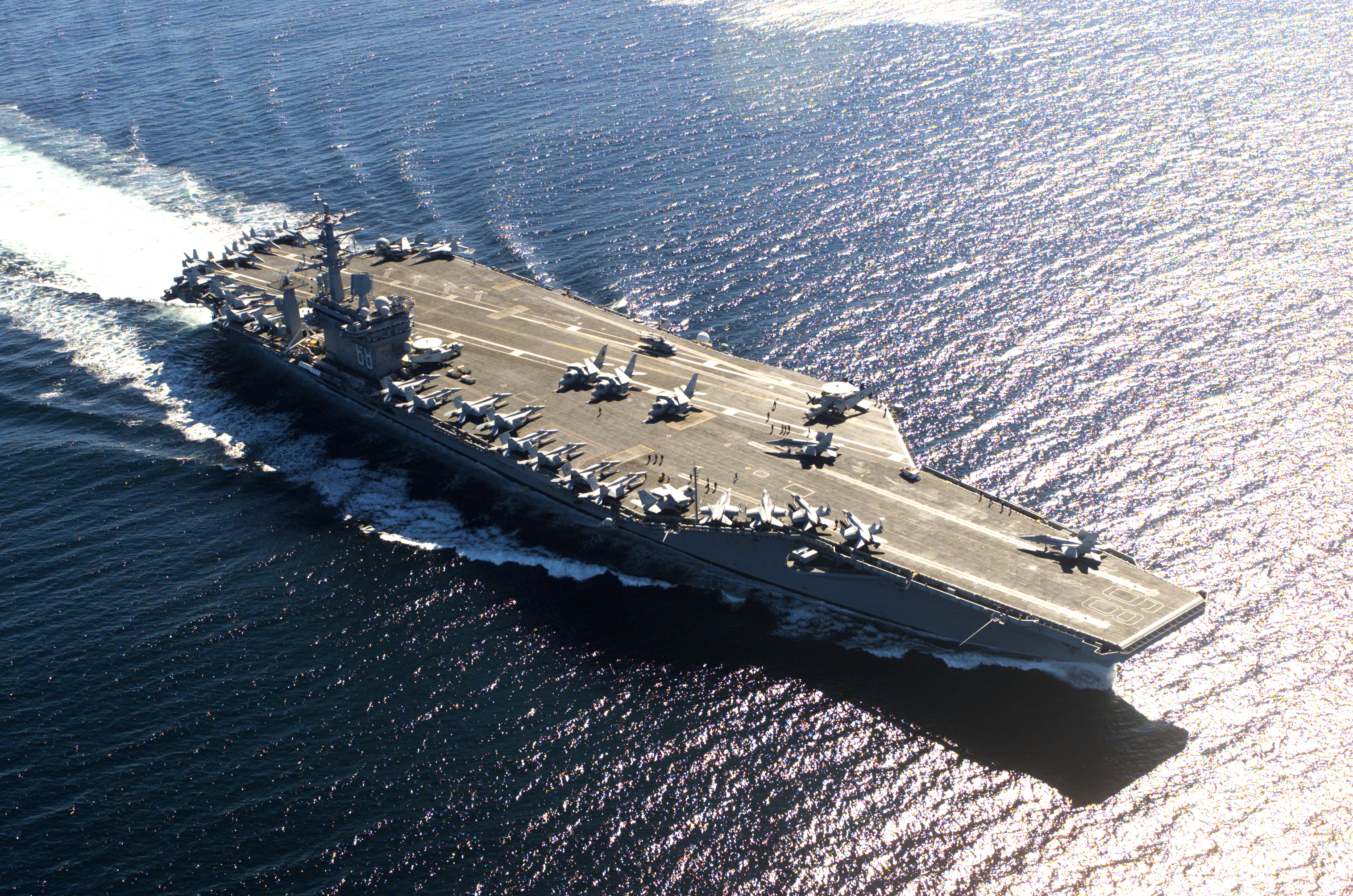
Авианосец Нимиц в море, неподалёку от Виктории, Британская Колумбия

Кроме чести быть на почтовой марке Соединённых Штатов, следующие учреждения и места были названы в честь Нимица:
- Авианосец Нимиц, первый из десяти атомных авианосцев одноимённого класса, был принят на вооружение в 1975 году и остаётся на службе по сей день.
- Нимиц Фонд, созданный в 1970 году, финансирует Национальный музей войны на Тихом океане.
- Автострада Нимиц (англ. Interstate 880) пролегает из Беркли в Сан-Хосе (штат Калифорния), в районе залива Сан-Франциско.
- Ледник Нимиц в Антарктиде, назван в награду за его службу во время операции Хайджамп (англ. Highjump).
- Бульвар Нимица — крупная улица в Пойнт Лома (англ. Point Loma), район Сан-Диего.
- Шоссе Нимица — Государственной маршрут номер 92 в Гавайи на острове Оаху.
- Библиотека имени Нимица, главная библиотека Военно-Морской Академии США, Аннаполис (штат Мэриленд).
- Бюст Нимица, скульптор Феликс де Велдон, Библиотека имени Нимица.
- Каллахан Холл (здание в Калифорнийском университете в Беркли), содержащий Библиотеку Нимица сгорел в 1985 году.
- Средняя школа имени Нимица, Ирвинг (штат Техас).
- Средняя школа имени Нимица, округ Харрис район (англ. Harris County) (штат Техас).
- Начальная школа имени Честера У. Нимица, Одесса (штат Техас).
- Начальная школа имени Нимица, Хантингтон-Парк (штат Калифорния).
- Начальная школа имени Нимица, Саннивэйл (штат Калифорния).
- Начальная школа имени Честера У. Нимица, Гонолулу (штат Гавайи).
- Тропа Нимица, Тилден парк в Беркли (штат Калифорния).
- Честер Нимиц Вальс Восточного Сада, исполняется Austin Lounge Lizards.
- Гора Нимица на острове Гуам, куда Нимиц перенёс штаб Тихоокеанского Флота, и где в данный момент находится резиденция Командующего Военно-Морскими Силами США в Марианских Островах.
- Главный въезд в Пёрл-Харбор называется «Ворота Нимица».

## В кино
В фильме Мидуэй (2019) адмирала Нимица играет Вуди Харрельсон